# Long Khánh (xã)
Long Khánh là một xã thuộc tỉnh Đồng Tháp, Việt Nam.
Xã Long Khánh được thành lập vào ngày 16 tháng 6 năm 2025 trên cơ sở sáp nhập xã Long Khánh A, Long Khánh B.

## Địa lý
Xã Long Khánh có vị trí địa lý:
- Phía đông giáp phường Hồng Ngự và An Bình.
- Phía tây giáp tỉnh An Giang.
- Phía nam giáp xã Long Phú Thuận.
- Phía bắc giáp phường Thường Lạc và xã Thường Phước.

Xã Long Khánh có diện tích tự nhiên 29,00 km², dân số năm 2025 là 35.884 người, mật độ dân số đạt 1.237 người/km². 

## Lịch sử
Ngày 16 tháng 6 năm 2025, Ủy ban Thường vụ Quốc hội ban hành Nghị quyết số 1663/NQ-UBTVQH15 về việc sắp xếp các đơn vị hành chính cấp xã của tỉnh Đồng Tháp năm 2025. Theo đó, sắp xếp toàn bộ diện tích tự nhiên, quy mô dân số của xã Long Khánh A và Long Khánh B thành xã mới có tên gọi là xã Long Khánh.
Sau khi sáp nhập, xã Long Khánh có 29,00 km² diện tích tự nhiên và dân số 35.884 người.